# 第二艦隊 (日本海軍)
第二艦隊（だいにかんたい）は、日本海軍の部隊の一つ。第一艦隊とともに常設の艦隊で、ワシントン軍縮条約による大量廃艦の影響を受けた1921年度の1年間を除くと、1903年の創設から1945年の壊滅まで常時編制された。巡洋艦および巡洋戦艦を主力とした。

## 沿革
1903年12月28日、創設。常備艦隊を二分割し、戦艦を中心とする第一艦隊と別に、巡洋艦を中心に編制した。1904年2月9日、仁川沖海戦に第4戦隊が参加。8月14日、蔚山沖海戦に参加。1905年5月27日、日本海海戦に参加。1914年8月18日、第一次世界大戦に備えた臨戦態勢が完成。10月18日、膠州湾哨戒中の敷設艦高千穂が戦没する。10月31日、第二戦隊による青島艦砲射撃開始、陸軍の総攻撃により11月7日青島陥落。1919年12月1日、第一艦隊より第一潜水戦隊が転入し、最前線偵察力を担う。1921年12月1日、艦艇削減により一時解散。
1922年12月1日、再建される。1929年11月30日、第四戦隊総入れ替えのため、巡洋戦艦がすべて第一艦隊へ転籍、以後は重巡洋艦が第二艦隊の主力となる。1934年11月15日、第二航空戦隊を初めて編制、第二艦隊に所属し航空戦力を得る。1939年11月15日、水雷戦隊を増強、第四水雷戦隊を加え2個水雷戦隊を運用。1940年11月15日、第六艦隊新設のため潜水戦隊を供出。1941年4月10日、第一航空艦隊新設のため航空戦隊を供出。
12月8日、太平洋戦争が開戦。南方部隊の主力としてマレー、フィリピン方面に進出。第八戦隊が真珠湾攻撃に参加。1942年5月8日、第五戦隊が珊瑚海海戦に参加。6月4日、ミッドウェー海戦に参加。第七戦隊の三隈が戦没。7月14日、戦時編制改定により、第七、第八戦隊を第三艦隊に供出。第一艦隊から第三戦隊（金剛・榛名）を編入。8月24日、第二次ソロモン海戦に参加。10月13日、第三戦隊がガダルカナル島飛行場を夜間砲撃。10月26日 南太平洋海戦に参加。11月12日・13日、第四水雷戦隊が第三次ソロモン海戦（第一夜戦）に参加。11月14日・15日、第四戦隊（愛宕・高雄）が第三次ソロモン海戦（第二夜戦）に参加。11月30日 第二水雷戦隊がルンガ沖夜戦に参加。1943年4月1日、戦時編制改定により、第三戦隊を第三艦隊に供出。7月12日、第二水雷戦隊がコロンバンガラ島沖海戦に参加。7月20日、ソロモン戦での損耗により第四水雷戦隊を解隊。11月2日、第五戦隊がブーゲンビル島沖海戦に参加。11月5日、ブーゲンビル島逆上陸支援のためラバウルに進出するが、アメリカ軍機動部隊の空襲を受け、トラック島に後退。
1944年3月1日、空母艦隊である第三艦隊と編合して第一機動艦隊が編制された。航空主兵思想に切り替わったという見方もあるが、実体は2つの艦隊を編合したに過ぎないという見方もある。ただ、機動部隊における前衛部隊を軍隊区分によらずに指揮下の部隊から充当できた。第三艦隊の司令長官が第一機動艦隊の指揮官を兼任し、第二艦隊はその指揮下に加わることになった。
機動部隊である第三艦隊が統一指揮を行ったのは、南太平洋海戦後の研究会で草鹿龍之介少将から「機動部隊指揮官が所在部隊を統一指揮する必要がある。第二艦隊司令長官が指揮するのは作戦上具合が悪い」と意見したことで、1943年8月に解決し、建制上は1944年3月になった。
6月19日、マリアナ沖海戦に前衛部隊として参加。8月15日、第一戦隊（武蔵 ・大和・長門）と第三戦隊（金剛 、榛名）を編入。10月22日、レイテ沖海戦に出動。24日シブヤン海海戦で武蔵戦没、25日サマール沖海戦で戦果、被害多数、レイテ湾突入を断念。11月15日、戦時編制改定により第一機動艦隊解隊。1945年4月7日、坊ノ岬沖海戦で大和戦没、第二水雷戦隊壊滅。4月20日、解隊

## 編制

### 1904年2月5日、日露戦争開戦直前の編制
- 第2戦隊：出雲・吾妻・浅間・八雲・常磐・磐手
- 第4戦隊：浪速・明石・高千穂・新高
- 付属通報艦：千早
- 第4駆逐隊：速鳥・春雨・村雨・朝霧
- 第5駆逐隊：陽炎・叢雲・夕霧・不知火
- 第9艇隊：蒼鷹・鴿・雁・燕
- 第20艇隊：第六十二号・第六十三号・第六十四号・第六十五号

### 1914年8月18日、第一次世界大戦時の編制
- 第2戦隊：周防・石見・丹後・沖島・見島
- 第4戦隊：磐手・八雲・常磐
- 第6戦隊：千歳・秋津洲・千代田
- 第2水雷戦隊：利根
  - 第9駆逐隊
  - 第12駆逐隊
  - 第13駆逐隊
- 附属：高千穂・松江・若宮丸・関東丸・八幡丸・2個掃海隊・測量班

### 1922年12月1日、再編制時の編制
- 第4戦隊：金剛 ・比叡・霧島
- 第5戦隊：名取・長良・鬼怒
- 第2水雷戦隊：北上
  - 第1駆逐隊：野風・波風・沼風・神風
  - 第3駆逐隊：汐風・夕風・太刀風・帆風
- 第2潜水戦隊：矢矧・韓崎
  - 第14潜水隊：呂26・呂27・呂28
  - 第16潜水隊：呂17・呂18・呂19

### 1929年11月30日、第4戦隊再編時の編制
- 第4戦隊：妙高・那智・足柄・羽黒
- 第5戦隊：加古・衣笠・青葉
- 第2水雷戦隊：鬼怒
  - 第11駆逐隊：吹雪・白雪・初雪・深雪
  - 第12駆逐隊：叢雲・東雲・薄雲・白雲
- 第2潜水戦隊：長鯨
  - 第18潜水隊：伊53・伊54・伊55
  - 第19潜水隊：伊56・伊57・伊58

### 1934年11月15日、航空戦隊新設時の編制
- 第4戦隊：鳥海・高雄・愛宕・摩耶
- 第5戦隊：古鷹・衣笠・青葉
- 第2水雷戦隊：神通
  - 第6駆逐隊：雷・電・響
  - 第10駆逐隊：狭霧・漣・暁
  - 第12駆逐隊：叢雲・薄雲・白雲
  - 第19駆逐隊：浦波・敷波・綾波
- 第2潜水戦隊：由良・長鯨
  - 第18潜水隊：伊53・伊54・伊55
  - 第29潜水隊：伊61・伊62・伊64
  - 第30潜水隊：伊65・伊66・伊67
- 第2航空戦隊：赤城
  - 第2駆逐隊：峯風・沖風
- 附属：神威・鳴戸

### 1939年11月15日、第4水雷戦隊新設時の編制
- 第4戦隊：高雄・愛宕
- 第7戦隊：鈴谷・熊野
- 第8戦隊：利根・筑摩
- 第2水雷戦隊：神通
  - 第8駆逐隊：朝潮・満潮・大潮・荒潮
  - 第18駆逐隊：霞・霰・陽炎・不知火
- 第4水雷戦隊：那珂
  - 第6駆逐隊：雷・電・響・暁
  - 第7駆逐隊：曙・朧・潮・漣
- 第3潜水戦隊：五十鈴
  - 第11潜水隊：伊74・伊75
  - 第12潜水隊：伊68・伊69・伊70
  - 第20潜水隊：伊71・伊72・伊73
- 第2航空戦隊：飛龍・蒼龍
  - 第11駆逐隊：吹雪・白雪・初雪

### 1941年4月10日、太平洋戦争直前の編制
- 第4戦隊：高雄・愛宕・鳥海・摩耶
- 第5戦隊：那智・羽黒・妙高
- 第7戦隊：最上・三隈・鈴谷・熊野
- 第8戦隊：利根・筑摩
- 第2水雷戦隊：神通
  - 第8駆逐隊：朝潮・満潮・大潮・荒潮
  - 第15駆逐隊：黒潮・親潮・早潮・夏潮
  - 第16駆逐隊：初風・雪風・天津風・時津風
  - 第18駆逐隊：霞・霰・陽炎・不知火
- 第4水雷戦隊：那珂
  - 第2駆逐隊：村雨・夕立・春雨・五月雨
  - 第4駆逐隊：嵐・萩風・野分・舞風
  - 第9駆逐隊：朝雲・山雲・夏雲・峯雲
  - 第24駆逐隊：海風・山風・江風・涼風

### 1942年4月10日、第二段作戦時の編制
- 第4戦隊：高雄・愛宕・鳥海・摩耶
- 第5戦隊：那智・羽黒・妙高
- 第7戦隊：最上・三隈・鈴谷・熊野
- 第8戦隊：利根・筑摩
- 第2水雷戦隊：神通
  - 第15駆逐隊：黒潮・親潮・早潮
  - 第16駆逐隊：初風・雪風・天津風・時津風
  - 第18駆逐隊：霞・霰・陽炎・不知火
- 第4水雷戦隊：那珂
  - 第2駆逐隊：村雨・夕立・春雨・五月雨
  - 第4駆逐隊：嵐・萩風・野分・舞風
  - 第8駆逐隊：朝潮・満潮・大潮・荒潮
  - 第9駆逐隊：朝雲・山雲・夏雲・峯雲

### 1942年7月14日、ミッドウェー海戦後の編制
- 第4戦隊：愛宕・摩耶・高雄
- 第5戦隊：妙高・羽黒
- 第3戦隊：金剛・榛名
- 第2水雷戦隊：神通
  - 第15駆逐隊：黒潮・親潮・早潮
  - 第18駆逐隊：霞・霰・陽炎・不知火
  - 第24駆逐隊：海風・山風・江風・涼風
- 第4水雷戦隊：由良
  - 第2駆逐隊：村雨・夕立・春雨・五月雨
  - 第9駆逐隊：夏雲・朝雲・峯雲
  - 第27駆逐隊：有明・夕暮・白露・時雨
- 第11航空戦隊：千歳・神川丸
- 附属：神風丸

### 1943年4月1日、ガダルカナル島撤退後の編制
- 第4戦隊：愛宕・摩耶・高雄
- 第5戦隊：妙高・羽黒
- 第2水雷戦隊：神通
  - 第15駆逐隊：黒潮・親潮・早潮・陽炎
  - 第24駆逐隊：海風・江風・涼風
  - 第31駆逐隊：長波・巻波・大波・清波
- 第4水雷戦隊：長良
  - 第2駆逐隊：春雨・五月雨
  - 第27駆逐隊：有明・夕暮・白露・時雨

### 1943年9月1日、第一次ベララベラ海戦後の編制
- 第4戦隊：愛宕・摩耶・高雄・鳥海
- 第5戦隊：妙高・羽黒
- 第2水雷戦隊：能代
  - 第24駆逐隊：海風・江風[注釈 1] ・涼風
  - 第27駆逐隊：有明[注釈 2] ・夕暮・白露・時雨
  - 第31駆逐隊：長波・巻波・大波・清波[注釈 3]
  - 玉波・島風・五月雨

### 1944年1月1日、マーシャル諸島沖航空戦後の編制
- 第4戦隊：愛宕・高雄・摩耶・鳥海
- 第5戦隊：妙高・羽黒
- 第2水雷戦隊：能代
  - 第27駆逐隊：白露・時雨・五月雨・春雨
  - 第31駆逐隊：長波・巻波[注釈 4] ・大波[注釈 5]
  - 第32駆逐隊：藤波・早波・玉波・浜波
  - 島風

### 1944年4月1日、戦時編成改定後の編制
- 第4戦隊：愛宕・高雄・摩耶・鳥海
- 第1戦隊：長門・大和・武蔵
- 第3戦隊：金剛・榛名
- 第5戦隊：妙高・羽黒
- 第7戦隊：熊野・鈴谷・利根・筑摩
- 第2水雷戦隊：能代
  - 第27駆逐隊：白露・時雨・五月雨・春雨
  - 第31駆逐隊：長波・沖波・岸波・朝霜
  - 第32駆逐隊：藤波・早波・玉波・浜波
  - 島風

### 1944年8月15日、マリアナ沖海戦後の編制
- 第1戦隊：大和・武蔵・長門
- 第3戦隊：金剛・榛名
- 第4戦隊：愛宕・高雄・摩耶・鳥海
- 第5戦隊：妙高・羽黒
- 第7戦隊：熊野・鈴谷・利根・筑摩
- 第2水雷戦隊：能代
  - 第2駆逐隊：清霜・秋霜・早霜
  - 第27駆逐隊：時雨・五月雨
  - 第31駆逐隊：長波・沖波・岸波・朝霜
  - 第32駆逐隊：藤波・玉波・浜波
  - 島風

### 1945年4月1日、沖縄戦の編制
- 第1航空戦隊：大和・天城・葛城・隼鷹・龍鳳
- 第2水雷戦隊：矢矧
  - 第7駆逐隊：潮・響
  - 第17駆逐隊：磯風・浜風・雪風
  - 第21駆逐隊：初霜・朝霜・霞
  - 第41駆逐隊：冬月・涼月
- 第31戦隊：花月
  - 第43駆逐隊：竹・槇・桐・榧
  - 第52駆逐隊：杉・樅・樫・檜・楓・萩・梨
- 第11水雷戦隊[3]：酒匂
  - 第53駆逐隊：桜、楢、椿、欅、柳、橘
  - 直属：楡、蔦、菫、萩、柿、椎、梨、榎、楠、宵月、夏月

## 歴代司令長官
1. 上村彦之丞中将：1903年10月27日 -
2. 出羽重遠中将：1905年12月20日 -
3. 伊集院五郎中将：1906年11月22日 - 1908年5月26日
4. 出羽重遠中将：1908年5月26日 - 1909年12月1日
5. 島村速雄中将：1909年12月1日 - 1911年12月1日
6. 吉松茂太郎中将：1911年12月1日 - 1912年12月1日
7. 伊地知季珍中将：1912年12月1日 - 1913年12月1日
8. 加藤定吉中将：1913年12月1日 - 1915年2月5日
9. 名和又八郎中将：1915年2月5日 - 1915年12月13日
10. 八代六郎中将：1915年12月13日 -
11. 東伏見宮依仁中将：1917年12月1日 -
12. 山屋他人中将：1918年6月13日 -
13. 伏見宮博恭中将：1919年12月1日 -
14. 鈴木貫太郎中将：1920年12月1日 - 1921年12月1日
15. 中野直枝中将：1922年12月1日 -
16. 加藤寛治中将：1923年6月1日 -
17. 斎藤半六中将：1924年12月1日 -
18. 谷口尚真中将：1925年9月16日 -
19. 吉川安平中将：1926年12月10日 -
20. 大谷幸四郎中将：1928年5月16日 -
21. 大角岑生中将：1928年12月10日 -
22. 飯田延太郎中将：1929年11月11日 -
23. 中村良三中将：1930年12月1日 -
24. 末次信正中将：1931年12月1日 -
25. 高橋三吉中将：1933年11月15日 -
26. 米内光政中将：1934年11月15日 -
27. 加藤隆義中将：1935年12月2日 -
28. 吉田善吾中将：1936年12月1日 -
29. 嶋田繁太郎中将：1937年12月1日 -
30. 豊田副武中将：1938年11月15日 -
31. 古賀峯一中将：1939年10月21日 -
32. 近藤信竹中将：1941年9月1日 -
33. 栗田健男中将：1943年8月9日 -
34. 伊藤整一中将：1944年12月23日 - 1945年4月7日戦死・4月20日解隊

## 歴代参謀長
1. 加藤友三郎少将：1903年12月28日 -
2. 藤井較一少将：1905年1月12日 -
3. 山屋他人少将：1905年12月20日 -
4. 竹下勇少将：1907年9月28日 -
5. 有馬良橘大佐：1907年12月27日 - 1908年11月20日
6. 松村龍雄大佐：1908年11月20日 - 1909年2月1日
7. 高木七太郎大佐：1909年12月1日 - 1911年1月16日
8. 安保清種少将：1911年12月28日 -
9. 吉田清風少将：1912年12月1日 -
10. （心得）加藤寛治大佐：1913年2月1日 - 1915年12月13日
11. 永田泰次郎少将：1915年12月13日 - 1916年12月1日
12. 下村延太郎大佐：1916年12月1日 -
13. 百武三郎少将：1917年9月15日 - 1918年11月10日
14. 中川繁丑大佐：1918年11月10日 -
15. 吉川安平少将：1919年12月1日 -
16. 松村菊勇少将：1920年12月1日 - 1921年12月1日
17. 中村良三少将：1922年12月1日 -
18. 安東昌喬少将：1923年11月6日 -
19. 島祐吉少将：1924年12月1日 - 1925年12月1日
20. 米内光政少将：1925年12月1日 - 1926年12月1日
21. 松山茂少将：1926年12月1日 -
22. 寺島健少将：1927年12月1日 -
23. 堀悌吉少将：1928年12月10日 -
24. 塩沢幸一少将：1929年9月6日 - 1929年11月30日
25. 嶋田繁太郎少将：1929年11月30日 -
26. 小槙和輔少将：1930年12月1日 -
27. 中村亀三郎少将：1931年10月10日 -
28. 有地十五郎少将：1933年11月15日 -
29. 三木太市少将：1934年11月15日 -
30. 水戸春造少将：1935年11月15日 -
31. 新見政一少将：1936年4月1日 -
32. 三川軍一少将：1936年12月1日 -
33. 伊藤整一少将：1937年11月15日 -
34. 高木武雄少将：1938年11月15日 -
35. 鈴木義尾少将：1939年11月1日 -
36. 白石万隆少将：1941年8月30日 -
37. 小柳冨次少将：1943年7月2日 -
38. 森下信衛少将：1944年11月25日 - 1945年4月20日解隊